# Sean Kilpatrick
Sean Redell Kilpatrick (Yonkers, 6 de janeiro de 1990) é um jogador norte-americano de basquete profissional que atualmente joga pelo Herbalife Gran Canaria, disputando a Liga ACB e a EuroCopa.